# Chris Smalling
Christopher Lloyd Smalling (født 22. november 1989) er en engelsk professionel fodboldspiller, som spiller for Saudi Pro League-klubben Al-Fayha.

## Karriere

### Maidstone United
Efter at have spillet for flere klubber på ungdomsniveau, herunder Millwall, så skiftede Smalling i 2006 til Maidstone United. Han fik sin førsteholdsdebut som 17-årig i 2007-2008 sæsonen i en Isthmian League Cup-kamp mod Canvey Island.

### Fulham
Smalling skiftede i juni 2008 til Premier League-klubben Fulham. Han fik sin debut for klubben den 24. maj 2009 i en kamp imod Everton.

### Manchester United
Smalling skiftede i juni 2010 til Manchester United. Han debuterede for klubben den 8. august i en 3-1 sejr over Chelsea i Community Shield-finalen. Han scorede sit første mål for klubben den 22. september i en League Cup-kamp imod Scunthorpe United.
Smalling spillede som rotationsspiller i sine første sæsoner med United, men efter Nemanja Vidić og Rio Ferdinand forlod klubben, blev han etableret som fast mand i forsvaret. Han blev den 17. maj 2015 gjort til anfører for første gang i sin karriere, da han trådte ind for en skadet Wayne Rooney i en kamp mod Arsenal.
Smalling fortsatte som en vigtig spiller over de næste sæsoner, og endte med at spille mere end 300 kampe for klubben.

### Roma
Smalling skiftede i august 2019 til Roma på en lejeaftale. Han imponerede på lån, og i oktober 2020 blev aftalen gjort permanent.
Smalling var i 2022 med til at vinde UEFA Europa Conference League, da Roma slog Feyenoord i finalen. Han blev kåret som kampens spiller i finalen.

### Al-Fayha
Smalling skiftede i september 2024 til saudiarabiske Al-Fayha. Han debuterede for klubben den 14. september imod Al-Raed, men havde en skrækdebut, da han endte med at score selvmål og få direkte rødt kort, da Al-Fayha tabte 5-0.

## Landsholdskarriere

### Ungdomslandshold
Smalling har repræsenteret England på flere ungdomsniveauer.

### Seniorlandshold
Smalling debuterede for Englands landshold den 2. september 2011.